# Sayuri Yoshinaga

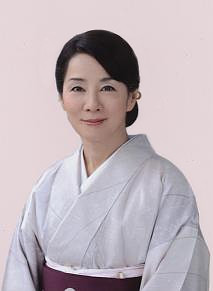
Sayuri Yoshinaga

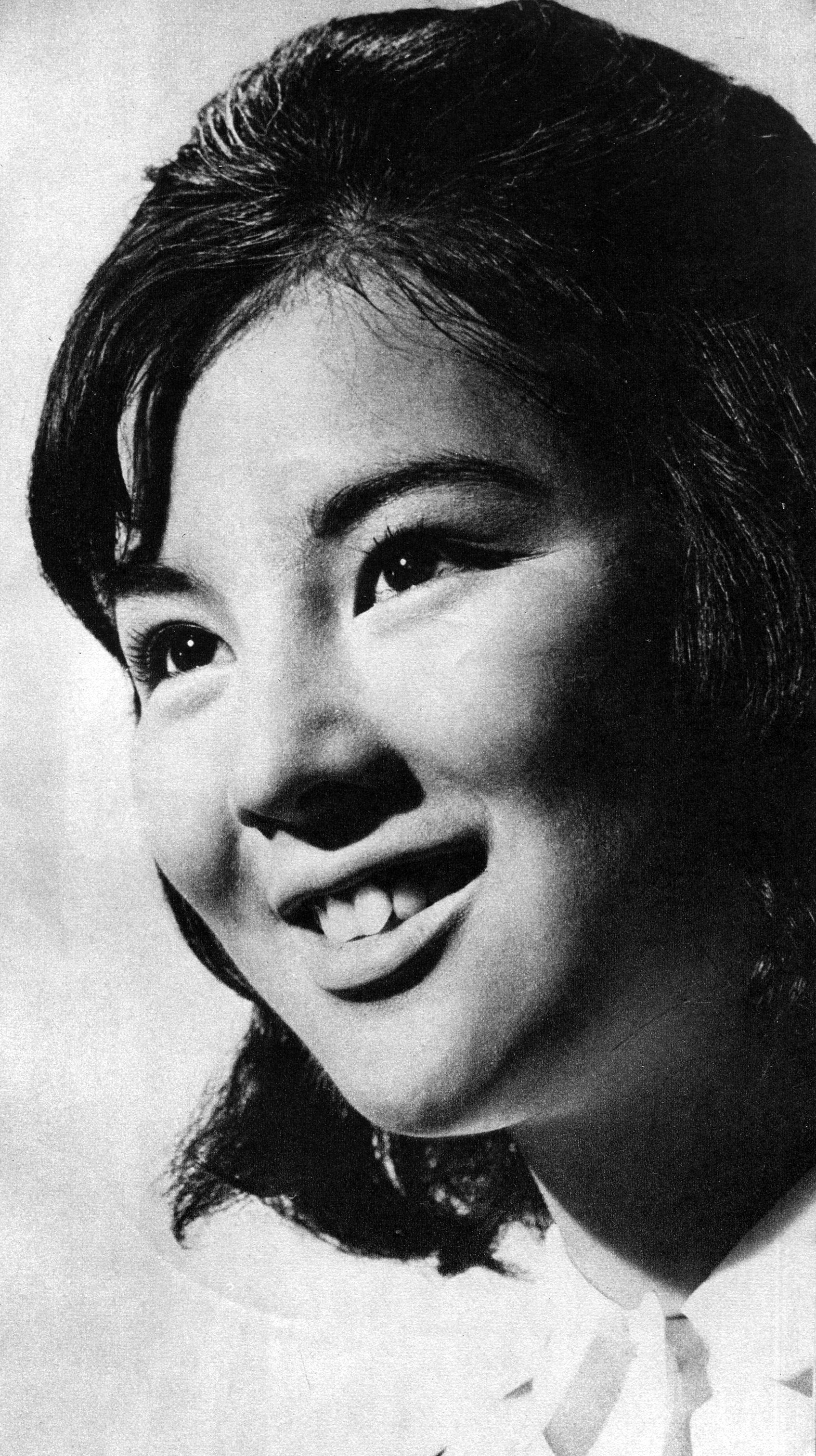
Sayuri Yoshinaga 1963

Sayuri Yoshinaga (japanisch 吉永 小百合; geboren 13. März 1945 in Tokio) ist eine japanische Filmschauspielerin, die früh mit Rollen fröhlicher Jugendlichen begann, aber bis ins höhere Alter aktiv war und Preise gewann.

## Leben und Wirken

### Frühe Jahre
Sayuri Yoshinaga debütierte 1957, im Alter von 11 Jahren, als Sayuri in dem Drama „Akadō Suzunosuke“ (赤胴 鈴之助) von Radio Tokyo, und 1959 hatte sie ihren ersten Filmauftritt in Shōchikus „Asa o yobu kuchibue“ (朝を呼ぶ口笛) – „Die Flöte, die den Morgen ruft“. Als sie 1960 in die Oberschule kam, unterzeichnete sie einen Exklusivvertrag mit Nikkatsu, einer Filmproduktionsfirma, und im selben Jahr stieg ihre Popularität, als sie die Hauptrolle in „Garasu no naka no shōjo“ (ガラスの中の少女) – „Das Mädchen im Glas“ spielte. 1961 trat sie in 16 Filmen auf. 1962 spielte sie die Rolle der Heldin in dem Film „Kyūpora no aru machi“ (キューポラのある街) – „Eine Stadt mit Kuppeln“, der die Jugend in den frühen Stadien des schnellen Wirtschaftswachstums zeigt. Sie gewann den Blue Ribbon Award als beste Schauspielerin. Sie debütierte auch als Sängerin mit dem Titelsong „Samui Asa“ (寒い朝) – „Ein kalter Morgen“ für den Film „Akai Tsubomi to Shiroi Hana“ (赤い蕾と白い花) – „Rote Knospen und weiße Blüten“, was ein großer Hit wurde. Außerdem gewann das Duett „Itsudemo Yume o“ (いつでも夢を) – „Immer ein Traum“ mit Yukio Hashi den Japan Record Award. In diesem Jahr hatte sie ihren ersten Auftritt in NHKs „Kohaku Uta Gassen“ (紅白歌合戦). Um diese Zeit wurden Fans von Sayuri Yoshinaga als „Sayuristen“ bezeichnet.
Danach unterzeichnete Yoshinaga einen Exklusivvertrag mit Nikkatsu und trat in Filmen auf, wie
- 青い山脈 Aoi Sammyaku – „In den blauen Bergen“ 1963,
- 伊豆の踊子 Izu no Odoriko – „Die Tänzerin von Izu“ 1963, nach dem Roman von Kawabata Yasunari,
- 光る海 Hikari Umi – „Glänzendes Meer“ 1963,
- 愛と死をみつめて Ai to Shi mitsumete – „Befasst mit Liebe und Tod“ 1964,
- 潮騒 Shiosai – „Das Rauschen des Meeres“ 1964,
- こんにちは20歳 Konnichi wa 20 Sai – „Hallo, 20 Jahre alt“ 1964.

Insgesamt waren es 76 Filme bzw. TV-Dramen in etwa 9 Jahren.

### Spätere Jahre
Obwohl Yoshinaga aufgrund ihrer regen Filmaktivitäten die Oberschule nicht abschließen konnte, trat sie 1965 in die Waseda-Universität ein, nachdem ihre Reife für ein akademisches Studium anerkannt worden war. Sie machte 1969 ihren Abschluss. Danach folgten wieder Filme
- „Sensō to ningen / dainibu – ai to kanashimi no sanga“ (戦争と人間/第二部・愛と悲しみの山河) – „Krieg und Menschen / Teil 2: Berge und Flüsse der Liebe und des Leids“ 1971,
- „Otoko wa tsurai yo“ 1972, ein Auftritt als Sängerin in „Shibamata bojō“ (柴又慕情) – „Sehnsucht nach Shibamata“ der Komödienserie Otoko wa Tsurai yo – „Es ist hart, ein Mann zu sein“,
- „Sensō to ningen / daisanbu – Final Edition“, 1973

1974 folgten Nebenauftritten in Filmen, so in einem weiteren der Serie „Otoko wa Tsurai yo“ oder in „Seishun no Mon“ (青春の門) von 1975. Sie wirkte auch in dem Anime-Film Taro, der kleine Drachenjunge mit und ist auch im Fernsehen aufgetreten.
1973 heiratete sie Tarō Okada ((japanisch 岡田 太郎); geboren 1930), damals Direktor von Fuji Television.
Es folgten wieder Filme, darunter
- おはん Ohan – „Frühstück“ 1985,
- 天国の駅 Tengoku no Eki 1985,
- つる―鶴― Tsuru-Tsuru – „Tsuru – Truru“ 1989, ein Wortspiel „Tsuru – Verführen“ und „Tsuru – Kranich“
- 華の乱 Hana no Ran – „Aufstand der Blumen“ 2001
- 長崎ぶらぶら節 Nagasaki Burabura Bushi – „In Nagasaki herumhängen“, 2006
- 北の零年 Kita no Reinen – „Jahr Null im Norden“

Yoshinaga wurde viermal mit dem Japanese Academy Award ausgezeichnet, so 1985 für „Ono“ und „Tengoku no eki“, 1989 als Hauptdarstellerin in „Tsuru – Tsuru –“ und „Hana no Ran“, 2001 für „Nagasaki Burabura Bushi“ und 2006 für „Kita no Reinen“.
Sie spielt weiterhin eine aktive Rolle als Schauspielerin, die Japan vertritt. Sie war in „Yumechiyo Nikki“ (夢千代日記) – „Das Tagebuch von Yumechiyo“ von 1981 bis 1984 im Fernsehen zu sehen (der Film wurde 1985 veröffentlicht), wo sie die Hauptfigur darstellte, die, während sie schwanger ausgesetzt war, der Atombombenstrahlung ausgesetzt war. Sie begann danach, Atombombengedichte öffentlich zu rezitieren und setzt das bis in die Gegenwart fort. 2008 trat sie als Frau des Professors Nogami in einer Hauptrolle in „Kabei“ auf. Dieser Film wurde auf den Internationalen Filmfestspielen Berlin 2008 gezeigt. In einem ihrer neuesten Werke „Fushigina saki no monogatari“ (ふしぎな岬の物語) – „Geschichte eines seltsamen Kaps“, veröffentlicht im Oktober 2014, spielte sie die Gastgeberin eines Cafés auf der Bōsō-Halbinsel, stellt herzerwärmende Begegnungen mit Menschen dar. Sie gewann damit den „Special Jury Prize Grand Prix“ des Montreal World Film Festival gewann zwei Preise der Ökumenischen Jury.